# Sham 69
Sham 69 — британская группа первой волны панк-рокa, образовавшаяся в 1975 году в Хершеме, Суррей, Англия, и как считается, стоявшая у истоков oi!-движения. Пик популярности Sham 69 пришелся на 1978—1979 годы, когда 6 синглов группы вошли в британский Top 20, а «Hersham Boys» поднялся до 6-го места.

## История группы
При том, что все панк-группы провозглашали верность пролетарским идеалам, немногие из них (как отмечает Allmusic) имели столь непосредственное отношение к рабочему классу, как Sham 69. Группа образовалась в рабочем районе Хершема в 1975 году, а название заимствовала у старого граффити, посвященного победе местной команды «Уолтон энд Хершем» в чемпионате Афинской лиги сезона 1968/69 годов. После многочисленных перестановок в составе вокруг вокалиста Джимми Перси (англ. Jimmy Pursey) сплотились: гитарист Дэйв Парсонз (англ. Dave Parsons), басист Элби Слайдер (англ. Albie Slider) и ударник Марк Кейн (англ. Mark Cain). Вскоре квартет стал завсегдатаем лондонского клуба «Roxy». В сентябре 1977 года лейбл Step Forward Records выпустил дебютный сингл группы «I Don’t Wanna», успех которого обеспечил ей контракт с Polydor Records.
Дебютный альбом Tell Us the Truth (наполовину концертный и записанный без продюсера) был выпущен в начале 1978 года (В США он вышел на Sire Records и оставался единственным заокеанским релизом группы вплоть до конца 80-х.) К моменту выхода альбома Слайдер покинул группу и на его место пришел Дэйв Трегенна (англ. Dave ‘Kermit’ Tregenna). С ним Sham 69 записали второй альбом That’s Life (1978): своего рода панк-пьесу с многочисленными диалогами, семейными и уличными, претендовавшими на то, чтобы стать фотографическим срезом реальной жизни. Лучшие вещи здесь — «Hurry Up Harry» и «Angels With Dirty Faces» — стали хитами. Летом 1978 года Sham 69 успешно выступили на фестивале в Рединге.
Рост популярности Sham 69 омрачало поведение аудитории: в ней преобладали скинхеды — как левые, так и правые. Жестокие потасовки между ними стали привычным делом на концертах группы, которые (к немалому раздражению считавшего себя социалистом Перси) стали своего рода политическими сходками для участников NF («Национального фронта»). При том, что третий альбом The Adventures of the Hersham Boys и синглы из него «If The Kids Are United» и «You’re A Better Man Than I» имели значительный коммерческий успех, гастролировать группе становилось все труднее. Перси временно отошел от дел, занявшись продюсированием других панк-групп, а Кейн покинул состав, уступив место Рики Голдстайну (англ. Ricky Goldstein).
После того, как четвертый альбом The Game как критиками, так и фэнами, был принят прохладно, Перси принял решение распустить Sham 69 и занялся сольной карьерой (в частности, со Стивом Джонсом записался как The Sham Pistols). Парсонз и Трегенна вместе с вокалистом Стивом Бэйторсом (экс-Dead Boys) образовали (недолго просуществовавший) ансамбль The Wanderers. Позже Трегенна присоединился к Lords of the New Church.

### 1987 — настоящее время
В 1987 году Перси реанимировал Sham 69 с новым составом музыкантов и выпустил сингл «Rip And Tear». Тогда же он (будучи вегетарианцем) осудил использование «If The Kids Are United» в рекламе Макдоналдс. О группе заговорили вновь после того, как в 2005 году «If The Kids Are United» прозвучала во время вхождения Тони Блэра в зал, где проходила Конференция лейбористской партии. В результате группу неожиданно пригласили в телепрограмму «Newsnight» исполнить эту песню вживую. Перси изменил в ней слова: (Mr. Blair / We know you care / So bring them home / Don’t leave them there — имея в виду британских военнослужащих в Ираке), чем вызвал скандал.
В 2006 году слушатели «Breakfast Show» (на Virgin Radio) почти единогласно высказались за то, чтобы именно Sham 69 исполнили футбольный гимн в поддержку сборной Англии на чемпионате мира. Записанный Джимми Перси (при участии Грэма Коксона из Blur) сингл «Hurry Up England» поднялся в UK до 10-го места.
В 2007 году Sham 69 объявили о распаде: причиной (по сообщению BBC News) стала ссора Перси и Парсонса. Первый из них выступил с заявлением, в котором предположил, что причиной разлада явилось именно его решение выпустить синглом «Hurry Up England» с Коксоном и без участия остальных участников группы. В апреле 2007 года Sham 69 реформировались без Перси, но с двумя новыми участниками: Тимом Скаргиллом (Tim V, вокал) и Робом Джефферсоном (бас). Квартет провел американские гастроли, выступил на нескольких европейских фестивалях и в августе 2007 года выпустил альбом Hollywood Hero. Джимми Пёрси, в свою очередь, анонсировал выпуск нового альбома под рабочим названием «We Interrupt This Program».
21 января 2008 года Пёрси официально заявил о том, что создал новую группу Day 21, и более не нуждается в названии Sham 69.
В мае 2011 года, Парсонс заявил на своем веб-сайте о роспуске Sham 69, хотя это заявление оспаривалось другими членами группы.
В июле 2011 года, Пёрси анонсировал в твиттере частичное восстановление группы состава 1977 года, включающее в себя Пёрси, Парсонса и Трегенна. Это означает что есть два коллектива, использующие одно название.
В июне 2012 года, Пёрси зарегистрировал Sham 69 как торговую марку.

## Дискография

### Альбомы
- Tell Us The Truth (1978, #25 UK)
- That’s Life (1978, #27)
- The Adventures of the Hersham Boys (1979, #8)
- The Game (1980)
- Volunteer (1988)
- Information Libre (1991)
- Soapy Water & Mr. Marmalade (1995)
- The A Files (1997)
- Direct Action: Day 21 (2001)
- Hollywood Hero (2007), США (Western Culture, Европа)
- Who Killed Joe Public  (2010)
- Their Finest Hour (2013)
- It'll End in Tears (2015)
- Black Dog (2021)

### Синглы
- I Don’t Wanna (1977)
- Song Of The Street (1977)
- Borstal Breakout (1977)
- Angels With Dirty Faces (1978) UK #19
- If The Kids are United (1978) UK #9
- Hurry Up Harry (1978) UK #10
- Questions And Answers (1979) UK #18
- Hersham Boys (1979) UK #6
- You’re A Better Man Than I (1979)
- Tell The Children (1980)
- Unite and Win (1980)
- Rip And Tear (1987)
- Ban The Gun (1987)
- Outside The Warehouse (1988)
- Action Time (1993)
- Girlfriend (1995)
- Hurry Up England (2006) UK #10

### Сборники
- The First, the Best and the Last (1980)
- Kings & Queens (1993)
- Lords Of Oi! (1997)
- The Punk Singles Collection: 1977—1980 (1998)
- Laced Up Boots And Corduroys (2000)
- Teenage Kicks (4 апреля 2005)
- The Original Punk Album (2007)
- Punk 77/2007 30TH Anniversary (2007)